# Sala Kolumnowa na Wawelu
Sala Kolumnowa, zwana także Srebrną lub Merliniego – jedna z sal reprezentacyjnych Zamku Królewskiego na Wawelu, wchodząca obecnie w skład ekspozycji Prywatnych Apartamentów Królewskich. 
W XVI w. przechowywano tu srebra stołowe. W latach 1786–1787, Dominik Merlini, architekt Stanisława Augusta Poniatowskiego, przebudował salę w duchu wczesnego klasycyzmu na przyjęcie króla i dworu. 
Sufit podparty jest na toskańskich kolumnach. Na ścianach portrety pędzla malarza królewskiego, Marcelego Baciarellego: koronacyjny portret Stanisława Augusta Poniatowskiego, biskupa Kajetana Sołtyka, kanclerza wielkiego litewskiego Aleksandra Sapiehy oraz Eleonory Czartoryskiej. Zespół klasycystycznych mebli z obiciem kurdybanowym (XVIII w. pochodzi z pałacu biskupów krakowskich w Kielcach.